# Ingemo Engström
Pour les articles homonymes, voir Engström.
Ingemo Engström née à Jakobstad, en Finlande, le 15 octobre 1941 , est une réalisatrice et scénariste finlandaise, aussi monteur, productrice et actrice.

## Biographie
Ingemo Engström étudie la psychologie, la médecine et la littérature à Helsinki, Hambourg et Munich. Sa maîtrise porte sur l'utilisation des images dans les écrits d'Ingeborg Bachmann. Elle écrit dans plusieurs publications sur le cinéma et la littérature.
Jusqu'en 1970, elle étudie à l'Académie de cinéma et de télévision de Munich.

## Filmographie partielle
- 1971 : Dark Spring : réalisatrice, scénariste et actrice
- 1977 : Fluchtweg nach Marseille (documentaire d'après le roman Transit d'Anna Seghers) : réalisatrice et coscénariste
- 1986 : Flucht in den Norden
- 1992 : Ginevra (Guenièvre) : réalisatrice, scénariste et productrice